# Tabivere (commune)
Tabivere (en estonien : Tabivere vald) est une municipalité rurale située dans le comté de Jõgeva en Estonie . 

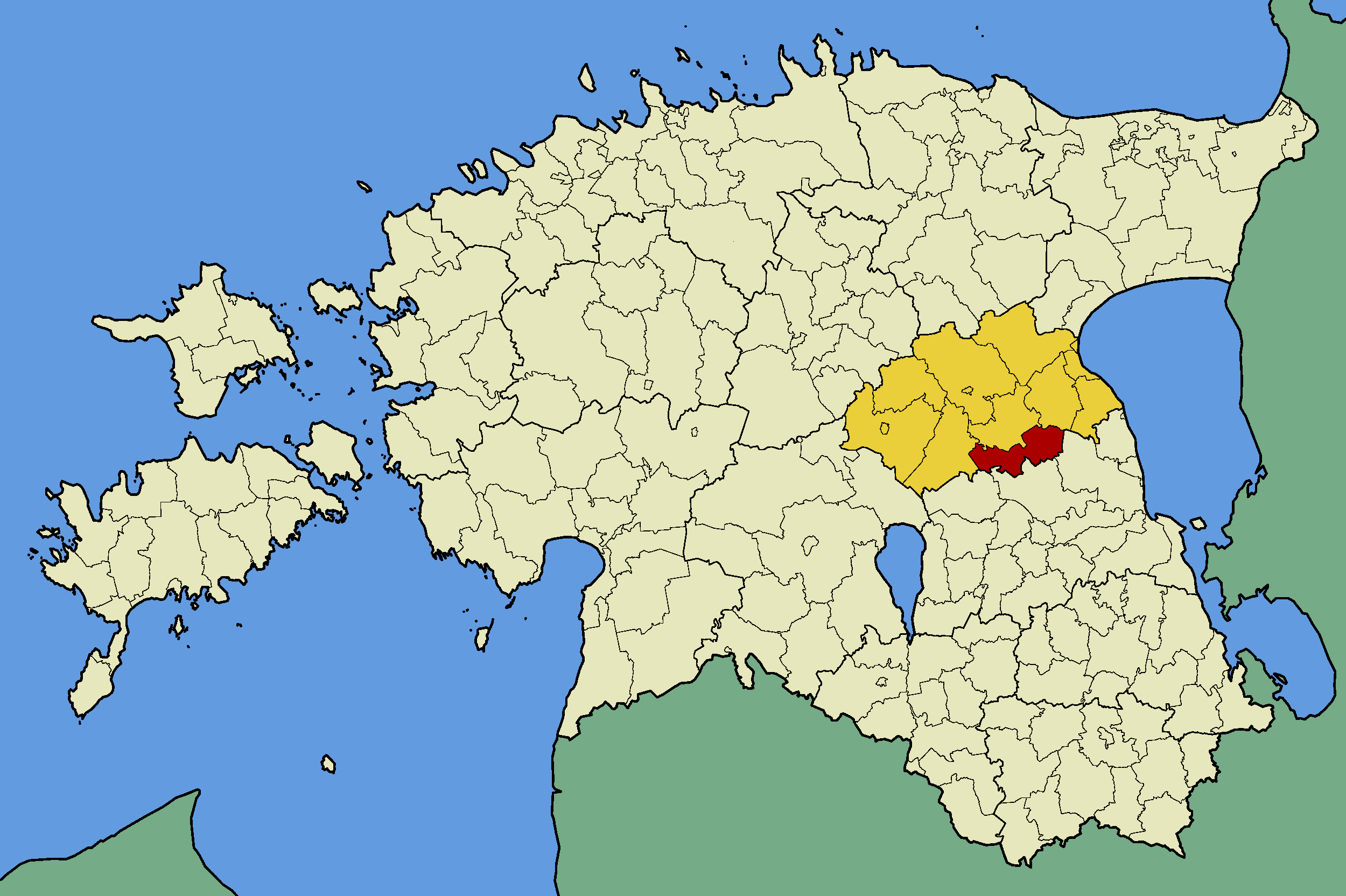
Commune de Tabivere (rouge)
dans le Comté de Jõgeva (jaune).

## Municipalité
Elle s'étend sur 201 km2
et a 2 161 habitants(01.01.2012).
La municipalité comprend 1 bourg et 24 villages.

### Bourg
Tabivere

### Villages
Elistvere, Juula, Kaiavere, Kaitsemõisa, Kassema, Koogi, Kõduküla, Kõnnujõe, Kõrenduse, Kärksi, Lilu, Maarja-Magdaleena, Otslava, Pataste, Raigastvere, Reinu, Sepa, Sortsi, Tormi, Uhmardu, Vahi, Valgma, Voldi, Õvanurme.